# Hjalmar Holmgren
Den här sidan handlar om matematikern Hjalmar Holmgren. För hans sonson, se Hjalmar Holmgren (läkare).
Hjalmar Josef Holmgren, född 22 december 1822 i Västra Ny socken, Östergötlands län, död 29 augusti 1885 på Väddö, var en svensk matematiker. Han var bror till Albert, August och Frithiof Holmgren samt far till Erik, Anders och Nils Holmgren.
Holmgren blev student vid Uppsala universitet 1838, filosofie doktor 1845 och docent i matematik 1847. 1847-1850 var han lärare vid Uppsala lyceum. Som bysantinsk stipendiat företog Holmgren 1850-53 en vetenskaplig resa till Tyskland, Frankrike, England och Italien, förestod därefter någon tid den matematiska professuren i Uppsala och mottog 1855 förordnande som lärare i matematik och mekanik vid Teknologiska institutet i Stockholm samt utnämndes 1857 till ordinarie professor i matematik och mekanik där. Han stannade på professuren till sin död 1885, och efterträddes 1886 av Anders Lindstedt. Från 1878 föreläste han därjämte en tid som tillförordnad lärare dels mekanik, dels ren matematik vid Stockholms högskola. År 1866 blev Holmgren medlem av Vetenskapsakademien och 1870 av Vetenskapssocieteten i Uppsala. Under en lång följd av år var Holmgren censor vid mogenhetsexamina och innehade flera offentliga uppdragh, bland annat 1870-1879 som fullmäktig i Riksgäldskontoret. 
Holmgrens föreläsningar utmärkte sig för stor klarhet och reda, vetenskaplig halt samt förmåga att intressera åhörarna. För övrigt länder det Holmgren som vetenskapsman särskilt till förtjänst, att han icke stelt fasthöll vid den äldre riktning inom matematiken, som härskade ännu under hans studietid, utan med intresse följde den utveckling som präglade det matematiska forskningsarbetet under hans livstid. Under sina studieår hade Holmgren med förkärlek vänt sin håg icke blott åt matematiken, utan även åt botaniken och ägnade sig även sedermera åt den senare vetenskapen samt företog flera vandringar, företrädesvis till Norrland, Lappland och norska fjällen, samt blev därigenom satt i tillfälle att i fråga om sin specialitet, mossorna, fullständiga de nya upplagorna av Hartmans flora genom angivande av nya växtställen.
Som vetenskaplig författare ägnade sig Holmgren nästan uteslutande åt den rena matematiken. Bland hans avhandlingar torde i främsta rummet sättas Om differentialkalkylen med indices af hvad natur som helst (Vetenskapsakademiens handlingar, 1866), där han genom uppställande av en alldeles ny definition blev i stånd att på ett enkelt och strängt vetenskapligt sätt härleda de viktigaste formlerna för differentiation med godtyckliga indices. Som en omedelbar tillämpning därav vid integration av en anmärkningsvärd differentialekvation kan betraktas avhandlingen Sur l’intégra-tion de l’équation différentielle etc. (Vet. akad:s handl., 1869). Även uppsatsen Sur la convergence des series trigonométriques procédant suivant les mnltiples d’un méme are (Liouvilles "Journal des mathématiques pures", 1851) och avhandlingen Om multipla integralers transformation (Vetenskapsakademiens handlingar, 1866) vittnar om stor tankeskärpa.